# Franz Merli
Franz Merli (* 1958 in Graz) ist ein österreichischer Rechtswissenschaftler und Universitätsprofessor. Merli ist seit 2015 Universitätsprofessor für Staats- und Verwaltungsrecht an der Rechtswissenschaftlichen Fakultät der Universität Wien. Zuvor war er unter anderem von 2006 bis 2015 als Universitätsprofessor für Öffentliches Recht an der Universität Graz, von 1998 bis 2006 Jean-Monnet-Professor für das Recht der Europäischen Integration und Rechtsvergleichung an der Technischen Universität Dresden und von 1995 bis 1998 Professor für Öffentliches Recht an der Ruprecht-Karls-Universität Heidelberg.

## Ausbildung
Franz Merli wurde 1958 in der steirischen Landeshauptstadt Graz geboren und nahm dort 1976 das Studium der Rechtswissenschaften auf. Gleichzeitig studierte Merli auch Slawistik, wofür er auch die russische Universität Woronesch besuchte. 1980 wurde er zum Doktor der Rechte (Dr.iur.) promoviert. Anschließend war Franz Merli ab 1981 als Universitätsassistent und Universitätsdozent am Institut für öffentliches Recht, Politikwissenschaft und Verwaltungslehre der Universität Graz tätig. An der Universität Graz wurde ihm schließlich im Jahr 1994 infolge seiner Habilitation die Lehrbefugnis (venia docendi) für österreichisches und vergleichendes Verfassungs- und Verwaltungsrecht verliehen. Ebenfalls in diese Zeit fällt ein erster Forschungsaufenthalt in Deutschland, während dessen Franz Merli von 1987 bis 1988 als Humboldt-Stipendiat am Max-Planck-Institut für ausländisches öffentliches Recht und Völkerrecht in Heidelberg forschen konnte.

## Beruflicher Werdegang
Erstmals auf eine Professur berufen wurde Franz Merli im Jahr 1995, als er bis 1998 eine C3-Professur für Öffentliches Recht an der deutschen Universität Heidelberg annehmen konnte. Im Jahr 1996 war er auch als Gastprofessor an der US-amerikanischen Rutgers School of Law in Camden (New Jersey) tätig. 1998 ereilte Franz Merli der Ruf auf eine Professur am Jean-Monnet-Lehrstuhl für das Recht der Europäischen Integration und Rechtsvergleichung an der Juristischen Fakultät der Technischen Universität Dresden. In Dresden war Merli unter anderem maßgeblich für die Leitung des neu eingerichteten LL.M.-Aufbaustudiengangs Gemeinsamer Rechtsraum Europa zuständig. 2003 absolvierte er in dieser Position erneut ein Jahr als Gastprofessor an der Emory University School of Law in Atlanta.
Er lehrte und forschte insgesamt acht Jahre lang an der TU Dresden, ehe ihn im Jahr 2006 der Ruf zurück an seine Alma Mater, die Universität Graz, führte. Franz Merli trat eine Professur für Öffentliches Recht an der dortigen Rechtswissenschaftlichen Fakultät an, wo er erneut neun Jahre lang verblieb. 2015 nahm er schließlich eine Professur für Staats- und Verwaltungsrecht an der Rechtswissenschaftlichen Fakultät der Universität Wien an.